# Katsurao
Katsurao (葛尾村, Katsurao-mura) est un village situé dans la préfecture de Fukushima, au Japon.

## Géographie

### Démographie
Au 1er juin 2013, sa population est estimée à 1 467 habitants.

## Histoire

### Accident nucléaire de Fukushima

#### Chronologie

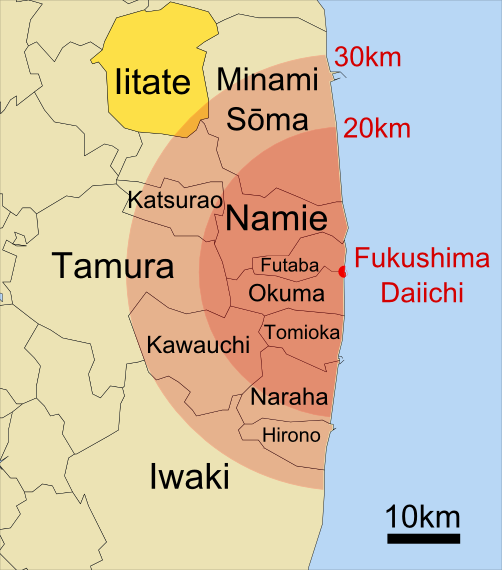
Situation d'Iitate par rapport à la centrale de Fukushima Daiichi et aux zones d'exclusion.

Le village de Katsurao est situé à 22 km au nord-ouest de la centrale nucléaire de Fukushima Daiichi.
Le 11 mars 2011, le village de Katsurao est affecté par l'accident nucléaire de Fukushima.